# Muziekschool Bellas Artes Suriname
Muziekschool Bellas Artes is een muziekschool in Paramaribo, Suriname. Ze is gevestigd op het terrein van het Mgr. Aloysius Zichem Sportcentrum (voorheen het NGVB Sportcomplex) aan de Prins Hendrikstraat.
De muziekschool geeft les aan jongeren uit minder bedeelde gezinnen. Er wordt les gegeven op piano, keyboard, drum, steelpan, viool, fluit en gitaar. Hier werd in 2022 een doe-orgel aan toegevoegd. Er worden door leerlingen onder meer uitvoeringen gegeven in de basiliek van Paramaribo.